# Anahit Georgijewna Perichanjan
Anahit Georgijewna Perichanjan (armenisch Անահիտ Գեորգիի Փերիխանյան, russisch Анаит Георгиевна Периханян; * 24. April 1928 in Moskau; † 27. Mai 2012 in St. Petersburg) war eine sowjetische bzw. russische Historikerin, Iranistin und Hochschullehrerin.

## Leben
Perichanjans Eltern waren der Ingenieur Georgi Nikititsch Perichanjan und die Ärztin Arussak Iwanowna Perichanjan. Als der Vater 1932 Direktor der armenischen Sewan-Hrasdan-Wasserkraftwerk-Kaskade wurde, zog die Familie nach Jerewan, wo Perichanjan die Schule besuchte und 1945 das Studium an der Universität Jerewan in der Historischen Fakultät (Istfak) begann. 1948 wurde sie in die Istfak der Universität Leningrad (LGU) versetzt, wo sie 1951 das Studium abschloss.
Es folgte die Aspirantur (1951–1955) bei Kamilla Trewer in der Leningrader Eremitage. Dort verteidigte sie 1955 ihre Dissertation über die sozialökonomische Bedeutung der Tempelverbände in Kleinasien und Armenien im 4. Jahrhundert v. Chr. – 3. Jahrhundert n. Chr. mit Erfolg für die Promotion zur Kandidatin der historischen Wissenschaften.
Ab 1956 war Perichanjan wissenschaftliche Mitarbeiterin des Moskauer Orientalistik-Instituts der Akademie der Wissenschaften der UdSSR (AN-SSSR, seit 1991 Russische Akademie der Wissenschaften (RAN)). 1959 wurde sie in die Leningrader Abteilung des Instituts versetzt. Sie verteidigte 1974 erfolgreich ihre Doktor-Dissertation auf der Basis ihres Buches mit den Transkriptionen und Übersetzungen von Tausenden sassanidischer Gerichtsurteile, das dann auch ins Englische übersetzt wurde, für die Promotion zur Doktorin der historischen Wissenschaften. Ihre weiteren Untersuchungen führten zu einer breiten Darstellung der Gesellschaft und des Rechts des Partherreichs und des Sassanidenreichs. Ihre Ergebnisse machten den starken Einfluss des iranischen Rechts auf andere mittelalterliche Staaten dieser Region deutlich. Eine ihrer Aspirantinnen war Olga Tschunakowa gewesen.
Am Anfang der 1990er Jahre war Perichanjan Gastprofessorin des Zentrums für Iranische Studien der Columbia University und hielt eine Vorlesung über iranisches Recht. Sie lehrte 2001–2002 Altarmenisch an der Universität St. Petersburg. Sie war Mitglied es Londoner Corpus Inscriptionum Iranicarum. Für ihre Materialien zum etymologischen Wörterbuch der altarmenischen Sprache war sie Ehrenmitglied der französischen Académie des sciences geworden.